# 越前たけふ農業協同組合
越前たけふ農業協同組合（えちぜんたけふのうぎょうきょうどうくみあい）は、福井県越前市に本店を置く農業協同組合（JA）。通称はJA越前たけふ。管轄の区域は越前市（旧・武生市）、南越前町。

## 概要
『越前しきぶ姫』（玄米）には、食味値・整粒歩合を一袋ずつ表示している。
2020年（令和2年）4月1日に、福井県内の各JAが合併し福井県農業協同組合（JA福井県）が発足したが、JA越前たけふでは合併構想が出てから2019年に実施した組合員へのアンケートで反対が65%に上り、同年5月10日に開催した臨時理事会での投票で圧倒的多数の反対で合併からの離脱を決定した。このため、JA越前たけふは単独で存続している。

## 主な事業量
（2013年12月31日時点）
- 出資金残高：28億379万円
- 貯金：1,031億413万円
- 貸出金：340億5,308万円
- 販売品取扱高：26億1,205万円
- 長期共済保有契約高：5,295億6,067万円

## 沿革
- 1996年（平成8年）1月 - 武生・南条・今庄・河野の各農協が合併して誕生。
- 2011年（平成23年）10月30日 - 臨時総代会にて肥料、農薬、農機具、ガソリンの購入販売などの経済事業を、2013年1月より100%出資の子会社「株式会社コープ武生」へ譲渡することを決定した[7]。
- 2017年（平成29年）2月13日 - 週刊ダイヤモンド2/18号で発表された『全国JA生存ランキング』で1位になる[8]。

## 子会社
- 株式会社 コープ武生
  - JA越前たけふの完全子会社として資材、機械、燃料を販売するほか、給油所事業、スーパーマーケット事業（店舗名はコープたけふ）を営む。
  - 「コープ」と名前が付くが、生活協同組合（生協）ではなく株式会社であり、日本生活協同組合連合会には未加入。CGC加盟の協同組合ハニーと業務提携している[9]。